# Врубель, Мариан
Мариан Врубель (пол. Marian Wróbel; 1 января 1907, Львов — 25 апреля 1960, Варшава ) — польский шахматист и шахматный композитор. Международный арбитр по шахматной композиции (1956).

## Биография
По образованию филолог. Некоторое время работал преподавателем, но по состоянию здоровья (болезнь позвоночника) вынужден был оставить работу и занимался шахматной композицией. Составлял двух- и трехходовые задачи. Первую задачу опубликовал в 1922 г. Всего им было опубликовано свыше 1000 задач, из которых 430 получили отличия на конкурсах, в том числе 161 приз, из них 88 первых. В «Альбомах ФИДЕ» опубликованы 44 его задачи. Несколько раз был призёром неофициальных чемпионатов мира по шахматной композиции, в том числе победителем в 1947 и 1949.
В 1931 был организатором Польского союза проблемистов. Занимался шахматной журналистикой, с 1926 г. вёл отделы композиции в различных газетах и журналах, в 1947—1960 — в журнале «Шахы».
Автор нескольких книг по шахматной композиции.

## Задачи
|   | a | b | c | d | e | f | g | h |   |
| - | --- | --- | --- | --- | --- | --- | --- | --- | - |
| 8 | a8 белая ладья · a7 чёрный слон · a6 белый слон · a4 чёрный король · b4 белая пешка · d3 белый конь · e3 чёрная пешка · a2 белый король · e2 белая пешка | a8 белая ладья · a7 чёрный слон · a6 белый слон · a4 чёрный король · b4 белая пешка · d3 белый конь · e3 чёрная пешка · a2 белый король · e2 белая пешка | a8 белая ладья · a7 чёрный слон · a6 белый слон · a4 чёрный король · b4 белая пешка · d3 белый конь · e3 чёрная пешка · a2 белый король · e2 белая пешка | a8 белая ладья · a7 чёрный слон · a6 белый слон · a4 чёрный король · b4 белая пешка · d3 белый конь · e3 чёрная пешка · a2 белый король · e2 белая пешка | a8 белая ладья · a7 чёрный слон · a6 белый слон · a4 чёрный король · b4 белая пешка · d3 белый конь · e3 чёрная пешка · a2 белый король · e2 белая пешка | a8 белая ладья · a7 чёрный слон · a6 белый слон · a4 чёрный король · b4 белая пешка · d3 белый конь · e3 чёрная пешка · a2 белый король · e2 белая пешка | a8 белая ладья · a7 чёрный слон · a6 белый слон · a4 чёрный король · b4 белая пешка · d3 белый конь · e3 чёрная пешка · a2 белый король · e2 белая пешка | a8 белая ладья · a7 чёрный слон · a6 белый слон · a4 чёрный король · b4 белая пешка · d3 белый конь · e3 чёрная пешка · a2 белый король · e2 белая пешка | 8 |
| 7 | a8 белая ладья · a7 чёрный слон · a6 белый слон · a4 чёрный король · b4 белая пешка · d3 белый конь · e3 чёрная пешка · a2 белый король · e2 белая пешка | a8 белая ладья · a7 чёрный слон · a6 белый слон · a4 чёрный король · b4 белая пешка · d3 белый конь · e3 чёрная пешка · a2 белый король · e2 белая пешка | a8 белая ладья · a7 чёрный слон · a6 белый слон · a4 чёрный король · b4 белая пешка · d3 белый конь · e3 чёрная пешка · a2 белый король · e2 белая пешка | a8 белая ладья · a7 чёрный слон · a6 белый слон · a4 чёрный король · b4 белая пешка · d3 белый конь · e3 чёрная пешка · a2 белый король · e2 белая пешка | a8 белая ладья · a7 чёрный слон · a6 белый слон · a4 чёрный король · b4 белая пешка · d3 белый конь · e3 чёрная пешка · a2 белый король · e2 белая пешка | a8 белая ладья · a7 чёрный слон · a6 белый слон · a4 чёрный король · b4 белая пешка · d3 белый конь · e3 чёрная пешка · a2 белый король · e2 белая пешка | a8 белая ладья · a7 чёрный слон · a6 белый слон · a4 чёрный король · b4 белая пешка · d3 белый конь · e3 чёрная пешка · a2 белый король · e2 белая пешка | a8 белая ладья · a7 чёрный слон · a6 белый слон · a4 чёрный король · b4 белая пешка · d3 белый конь · e3 чёрная пешка · a2 белый король · e2 белая пешка | 7 |
| 6 | a8 белая ладья · a7 чёрный слон · a6 белый слон · a4 чёрный король · b4 белая пешка · d3 белый конь · e3 чёрная пешка · a2 белый король · e2 белая пешка | a8 белая ладья · a7 чёрный слон · a6 белый слон · a4 чёрный король · b4 белая пешка · d3 белый конь · e3 чёрная пешка · a2 белый король · e2 белая пешка | a8 белая ладья · a7 чёрный слон · a6 белый слон · a4 чёрный король · b4 белая пешка · d3 белый конь · e3 чёрная пешка · a2 белый король · e2 белая пешка | a8 белая ладья · a7 чёрный слон · a6 белый слон · a4 чёрный король · b4 белая пешка · d3 белый конь · e3 чёрная пешка · a2 белый король · e2 белая пешка | a8 белая ладья · a7 чёрный слон · a6 белый слон · a4 чёрный король · b4 белая пешка · d3 белый конь · e3 чёрная пешка · a2 белый король · e2 белая пешка | a8 белая ладья · a7 чёрный слон · a6 белый слон · a4 чёрный король · b4 белая пешка · d3 белый конь · e3 чёрная пешка · a2 белый король · e2 белая пешка | a8 белая ладья · a7 чёрный слон · a6 белый слон · a4 чёрный король · b4 белая пешка · d3 белый конь · e3 чёрная пешка · a2 белый король · e2 белая пешка | a8 белая ладья · a7 чёрный слон · a6 белый слон · a4 чёрный король · b4 белая пешка · d3 белый конь · e3 чёрная пешка · a2 белый король · e2 белая пешка | 6 |
| 5 | a8 белая ладья · a7 чёрный слон · a6 белый слон · a4 чёрный король · b4 белая пешка · d3 белый конь · e3 чёрная пешка · a2 белый король · e2 белая пешка | a8 белая ладья · a7 чёрный слон · a6 белый слон · a4 чёрный король · b4 белая пешка · d3 белый конь · e3 чёрная пешка · a2 белый король · e2 белая пешка | a8 белая ладья · a7 чёрный слон · a6 белый слон · a4 чёрный король · b4 белая пешка · d3 белый конь · e3 чёрная пешка · a2 белый король · e2 белая пешка | a8 белая ладья · a7 чёрный слон · a6 белый слон · a4 чёрный король · b4 белая пешка · d3 белый конь · e3 чёрная пешка · a2 белый король · e2 белая пешка | a8 белая ладья · a7 чёрный слон · a6 белый слон · a4 чёрный король · b4 белая пешка · d3 белый конь · e3 чёрная пешка · a2 белый король · e2 белая пешка | a8 белая ладья · a7 чёрный слон · a6 белый слон · a4 чёрный король · b4 белая пешка · d3 белый конь · e3 чёрная пешка · a2 белый король · e2 белая пешка | a8 белая ладья · a7 чёрный слон · a6 белый слон · a4 чёрный король · b4 белая пешка · d3 белый конь · e3 чёрная пешка · a2 белый король · e2 белая пешка | a8 белая ладья · a7 чёрный слон · a6 белый слон · a4 чёрный король · b4 белая пешка · d3 белый конь · e3 чёрная пешка · a2 белый король · e2 белая пешка | 5 |
| 4 | a8 белая ладья · a7 чёрный слон · a6 белый слон · a4 чёрный король · b4 белая пешка · d3 белый конь · e3 чёрная пешка · a2 белый король · e2 белая пешка | a8 белая ладья · a7 чёрный слон · a6 белый слон · a4 чёрный король · b4 белая пешка · d3 белый конь · e3 чёрная пешка · a2 белый король · e2 белая пешка | a8 белая ладья · a7 чёрный слон · a6 белый слон · a4 чёрный король · b4 белая пешка · d3 белый конь · e3 чёрная пешка · a2 белый король · e2 белая пешка | a8 белая ладья · a7 чёрный слон · a6 белый слон · a4 чёрный король · b4 белая пешка · d3 белый конь · e3 чёрная пешка · a2 белый король · e2 белая пешка | a8 белая ладья · a7 чёрный слон · a6 белый слон · a4 чёрный король · b4 белая пешка · d3 белый конь · e3 чёрная пешка · a2 белый король · e2 белая пешка | a8 белая ладья · a7 чёрный слон · a6 белый слон · a4 чёрный король · b4 белая пешка · d3 белый конь · e3 чёрная пешка · a2 белый король · e2 белая пешка | a8 белая ладья · a7 чёрный слон · a6 белый слон · a4 чёрный король · b4 белая пешка · d3 белый конь · e3 чёрная пешка · a2 белый король · e2 белая пешка | a8 белая ладья · a7 чёрный слон · a6 белый слон · a4 чёрный король · b4 белая пешка · d3 белый конь · e3 чёрная пешка · a2 белый король · e2 белая пешка | 4 |
| 3 | a8 белая ладья · a7 чёрный слон · a6 белый слон · a4 чёрный король · b4 белая пешка · d3 белый конь · e3 чёрная пешка · a2 белый король · e2 белая пешка | a8 белая ладья · a7 чёрный слон · a6 белый слон · a4 чёрный король · b4 белая пешка · d3 белый конь · e3 чёрная пешка · a2 белый король · e2 белая пешка | a8 белая ладья · a7 чёрный слон · a6 белый слон · a4 чёрный король · b4 белая пешка · d3 белый конь · e3 чёрная пешка · a2 белый король · e2 белая пешка | a8 белая ладья · a7 чёрный слон · a6 белый слон · a4 чёрный король · b4 белая пешка · d3 белый конь · e3 чёрная пешка · a2 белый король · e2 белая пешка | a8 белая ладья · a7 чёрный слон · a6 белый слон · a4 чёрный король · b4 белая пешка · d3 белый конь · e3 чёрная пешка · a2 белый король · e2 белая пешка | a8 белая ладья · a7 чёрный слон · a6 белый слон · a4 чёрный король · b4 белая пешка · d3 белый конь · e3 чёрная пешка · a2 белый король · e2 белая пешка | a8 белая ладья · a7 чёрный слон · a6 белый слон · a4 чёрный король · b4 белая пешка · d3 белый конь · e3 чёрная пешка · a2 белый король · e2 белая пешка | a8 белая ладья · a7 чёрный слон · a6 белый слон · a4 чёрный король · b4 белая пешка · d3 белый конь · e3 чёрная пешка · a2 белый король · e2 белая пешка | 3 |
| 2 | a8 белая ладья · a7 чёрный слон · a6 белый слон · a4 чёрный король · b4 белая пешка · d3 белый конь · e3 чёрная пешка · a2 белый король · e2 белая пешка | a8 белая ладья · a7 чёрный слон · a6 белый слон · a4 чёрный король · b4 белая пешка · d3 белый конь · e3 чёрная пешка · a2 белый король · e2 белая пешка | a8 белая ладья · a7 чёрный слон · a6 белый слон · a4 чёрный король · b4 белая пешка · d3 белый конь · e3 чёрная пешка · a2 белый король · e2 белая пешка | a8 белая ладья · a7 чёрный слон · a6 белый слон · a4 чёрный король · b4 белая пешка · d3 белый конь · e3 чёрная пешка · a2 белый король · e2 белая пешка | a8 белая ладья · a7 чёрный слон · a6 белый слон · a4 чёрный король · b4 белая пешка · d3 белый конь · e3 чёрная пешка · a2 белый король · e2 белая пешка | a8 белая ладья · a7 чёрный слон · a6 белый слон · a4 чёрный король · b4 белая пешка · d3 белый конь · e3 чёрная пешка · a2 белый король · e2 белая пешка | a8 белая ладья · a7 чёрный слон · a6 белый слон · a4 чёрный король · b4 белая пешка · d3 белый конь · e3 чёрная пешка · a2 белый король · e2 белая пешка | a8 белая ладья · a7 чёрный слон · a6 белый слон · a4 чёрный король · b4 белая пешка · d3 белый конь · e3 чёрная пешка · a2 белый король · e2 белая пешка | 2 |
| 1 | a8 белая ладья · a7 чёрный слон · a6 белый слон · a4 чёрный король · b4 белая пешка · d3 белый конь · e3 чёрная пешка · a2 белый король · e2 белая пешка | a8 белая ладья · a7 чёрный слон · a6 белый слон · a4 чёрный король · b4 белая пешка · d3 белый конь · e3 чёрная пешка · a2 белый король · e2 белая пешка | a8 белая ладья · a7 чёрный слон · a6 белый слон · a4 чёрный король · b4 белая пешка · d3 белый конь · e3 чёрная пешка · a2 белый король · e2 белая пешка | a8 белая ладья · a7 чёрный слон · a6 белый слон · a4 чёрный король · b4 белая пешка · d3 белый конь · e3 чёрная пешка · a2 белый король · e2 белая пешка | a8 белая ладья · a7 чёрный слон · a6 белый слон · a4 чёрный король · b4 белая пешка · d3 белый конь · e3 чёрная пешка · a2 белый король · e2 белая пешка | a8 белая ладья · a7 чёрный слон · a6 белый слон · a4 чёрный король · b4 белая пешка · d3 белый конь · e3 чёрная пешка · a2 белый король · e2 белая пешка | a8 белая ладья · a7 чёрный слон · a6 белый слон · a4 чёрный король · b4 белая пешка · d3 белый конь · e3 чёрная пешка · a2 белый король · e2 белая пешка | a8 белая ладья · a7 чёрный слон · a6 белый слон · a4 чёрный король · b4 белая пешка · d3 белый конь · e3 чёрная пешка · a2 белый король · e2 белая пешка | 1 |
|   | a | b | c | d | e | f | g | h |   |

1. Лc8? Сc5!; 1. Лd8? Сd4!; 1. Лg8? Сb8!
1. Лe8! цугцванг
1...Сc5 2. Лe5 Сb6 3. Сb5#
1...Сb6 2. Лb8 Сd4 3. Сb5#
1...Сd4 (Сb8) 2. Лe4 Сa7 3. Кb2# (2...Сa1 3. Кc5#)

## Книги
- Mecz kompozycji Dania — Polska. Warszawa, 1933.
- Tajemnica dwuchodówki. Warszawa, 1950. 2 wyd. 1953.
- Sto lat polskiej kompozycji szachowej, 1855—1955. Warszawa, 1956.